# Palinura
Los palinuros (Achelata) forman un infraorden de crustáceos decápodos pleociemados que incluye las langostas espinosas como ejemplares más conocidos, pero incluyen también a otros como la cigarra de mar, el santiaguño, etc. Son crustáceos bentónicos y se caracterizan por tener el pereion ligeramente deprimido y anguloso.

## Sistemática
Este infraorden se subdivide en 2 superfamilias y 5 familias:
- Eryonoidea De Haan, 1841
  - Eryonidae De Haan, 1841
  - Polychelidae Wood-Mason, 1874
- Palinuroidea Latreille, 1802
  - Palinuridae Latreille, 1802
  - Scyllaridae Latreille, 1825
  - Synaxidae Bate, 1881

En la clasificación de la NCBI no se contempla la familia Eryonidae que queda incluida dentro de los Polychelidae.
- Datos: Q1788617
- Multimedia: Polychelida / Q1788617
- Especies: Palinura